# Chironectes minimus
Chironectes minimus (водяний опосум або япок) — опосум, що поширений від півдня Мексики до півночі Уругваю. Має водонепроникне хутро й перетинчасті задні лапи. Це єдиний живий сумчастий, у якого обидві статі мають сумку (тилацин також виявляв цю рису, але зараз вважається, що він вимер).

## Морфологічна характеристика
Це малий вид з коротким сірувато-білим і коричневим хутром. Довжина від 27 до 40 см (середня — 35 см). Вага від 604 до 790 г (середня — 697 г). Самці більші за самиць. Довгий худий хвіст майже такий же або довший за голову й тулуб, а довжина коливається від 30 до 43 см. Хвіст використовується як кермо під час плавання. Хвіст також може використовуватися для перенесення чи маніпулювання предметами. Ще однією відмінною рисою є унікальна біла смуга над очима і під нижньою щелепою. Вібриси під кожним оком служать важливими органами чуття. Тіло обтічне з водовідштовхувальним покриттям. Широкі задні лапи з перетинками. Передні лапи, навпаки, не перетинчасті, а складаються з довгих голих пальців для лову здобичі. Подушечки на лапах мінімальні. Сумки водонепроникні, що необхідно для виживання потомства, яке залишається в сумці матері під час підводних занурень.

## Середовище проживання
Вид має диз'юнкційне поширення від півдня Мексики до півночі Уругваю (Аргентина, Беліз, Болівія, Бразилія, Колумбія, Коста-Рика, Еквадор, Сальвадор, Французька Гвіана, Гватемала, Гаяна, Гондурас, Мексика, Нікарагуа, Панама, Парагвай, Перу, Суринам, Уругвай, Венесуела).
Зустрічається від рівня моря до 1860 м. Цей вид мешкає в зонах постійних водотоків, таких як струмки або річки, зазвичай з лісовим покривом, хоча він був знайдений на плантаціях та інших порушених місцях проживання.

## Спосіб життя
Вид веде нічний, наземний і напівводний спосіб життя, м'ясоїдний, харчується дрібною рибою, крабами, ракоподібними, комахами, яких ловить у воді, іноді жабами. Здобич захоплюють передніми лапами або ротом. Чудово лазить по деревах і плаває. Лігво, як правило, є підземною порожниною, до якої можна потрапити через отвір на березі річки трохи вище рівня води. Розмір виводку: 1–5, найчастіше 2–3. Самиця тримає дитинчат у сумці, коли плаває.

## Загрози й охорона
Серйозних загроз для збереження цього виду немає. Проживає в багатьох заповідних територіях.